# أودو أباس
أودو أباس (بالإيطالية: Awudu Abass) مواليد 27 يناير 1993 في كومو، هو لاعب كرة سلة إيطالي بدأ مسيرته الاحترافية في سنة 2010 يلعب مع فريق بالاكانسترو كانتو في ليغا باسكيت الدرجة الأولى ويحمل الرقم 5.

## فرق لعب لها
- بالاكانسترو كانتو

## روابط خارجية
- أودو أباس على موقع الاتحاد الدولي لكرة السلة (الإنجليزية)
- أودو أباس على موقع الدوري الأوروبي لكرة السلة (الإنجليزية)
- أودو أباس على موقع كرة السلة الأوروبية.كوم (الإنجليزية)
- أودو أباس على موقع ريلجم (الإنجليزية)
- أودو أباس على موقع بروبوليرز (الإنجليزية)
- أودو أباس على موقع سبورتس رفرنس (الإنجليزية)